# Jennifer Holland
Jennifer Holland (Chicago, 9 novembre 1987) è un'attrice statunitense.
È nota per interpretare il personaggio dell'agente dell'A.R.G.U.S. Emilia Harcourt nel franchise del DC Extended Universe (DCEU) e nel DC Universe (DCU).

## Biografia
Originaria di Chicago, dove è nata il 9 novembre 1987, Jennifer Holland, dopo aver praticato l'attività di ginnasta, nel 2004 si trasferisce a Los Angeles all'età di diciassette anni, per poter intraprendere la carriera di attrice. Le sue prime apparizioni risalgono infatti a quell'anno: esordisce nel cortometraggio Interstate, un thriller diretto da Brad Osborne. Segue una partecipazione all'horror distribuito direct-to-video Giovani vampire (The Sisterhood), diretto da David DeCoteau. Nello stesso anno esordisce anche in televisione, prendendo parte alle serie televisive Drake & Josh, dove tuttavia non viene accreditata, e Dante's Cove. Nel 2008 è nel primo episodio di un'altra serie televisiva, Assorted Nightmares: Janitor, una serie televisiva horror antologica, il cui primo episodio rende omaggio ai film horror-slasher degli anni ottanta. Nel 2017 ha un ruolo nella serie televisiva Sun Records, che racconta la storia della celebre etichetta discografica che ha lanciato Elvis Presley, Jennifer Holland vi interpreta Rebecca "Becky" Phillips, moglie di Sam Phillips, fondatore della stessa etichetta.
Nel 2021 entra a far parte del DC Extended Universe, interpretando l'agente dell'A.R.G.U.S. (Advanced Research Group Uniting Super-Humans) Emilia Harcourt nel film The Suicide Squad - Missione suicida, diretto dal marito James Gunn. Riprende successivamente il ruolo nella serie televisiva Peacemaker (2022) e in altri due film appartenenti al franchise, ossia Black Adam (2022) e Shazam! Furia degli dei (2023). Nel 2022 viene inserita nella lista Top 100 Stars of 2022 di IMDb Nel 2023 compare nel film diretto dal marito James Gunn e parte del franchise cinematografico Marvel Cinematic Universe, Guardiani della Galassia Vol. 3. Vi interpreta la parte di Kwol, amministratrice dell'Orgoscopio, lavoratrice leale che scopre l'infiltraione dei Guardiani della Galassia, intenzionati a rubare informazioni sul progetto 89P13. Nel 2025 entra a far parte anche del successivo franchise cinematografico DC Comics, DC Universe, prendendo parte al film Superman, ancora una volta sotto la direzione del marito, dove tuttavia non viene accreditata. Nel film presta la voce al Robot #22, che presta servizio nella Fortezza della Solitudine di Superman (David Corenswet).

## Vita privata
Dal 2015 ha una relazione con il regista James Gunn, che conosce grazie l'attore Michael Rosenbaum, che all'epoca esce con un'amica di Jennifer Holland e si offre di farli conoscere dopo che Gunn ha visto una foto della Holland in possesso dell'attore. Jennifer Holland e James Gunn si fidanzano nel febbraio 2022, per sposarsi infine nel settembre dello stesso anno.

## Filmografia

### Attrice

#### Cinema
- Interstate, regia di Brad Osborne - cortometraggio (2004)
- Giovani vampire (The Sisterhood), regia di David DeCoteau - direct-to-video (2004)
- Zombie Strippers, regia di Jay Lee (2008)
- Murderabilia, regia di Jim Roof - cortometraggio (2009)
- American Pie presenta: Il manuale del sesso (American Pie Presents: The Book of Love), regia di John Putch (2009)
- Level 26: Dark Revelations, regia di Joshua Caldwell (2011)
- L'angelo del male - Brightburn (Brightburn), regia di David Yarovesky (2019)
- Beauty Juice, regia di Natasha Halevi - cortometraggio (2019)
- The Suicide Squad - Missione suicida (The Suicide Squad), regia di James Gunn (2021)
- DTF, episodio di Give Me an A, regia di Bonnie Discepolo (2022)
- Black Adam, regia di Jaume Collet-Serra (2022) - cameo
- Shazam! Furia degli dei (Shazam! Fury of the Gods), regia di David F. Sandberg (2023) - cameo
- Guardiani della Galassia Vol. 3 (Guardians of the Galaxy Vol. 3), regia di James Gunn (2023)

#### Televisione
- Drake & Josh – serie TV, episodio 2x13 (2004) - non accreditata
- Dante's Cove – serie TV, episodio 1x00 (2004)
- CSI: Miami – serie TV, episodio 4x02 (2005)
- Cacciatori di Zombi (House of the Dead 2), regia di Michael Hurst – film TV (2005)
- Assorted Nightmares: Janitor – serie TV, episodio 1x01 (2008)
- Cougar Town – serie TV, episodio 1x03 (2009)
- Rizzoli & Isles – serie TV, episodio 1x04 (2010)
- Il tempo della nostra vita (Days of Our Lives)– soap opera, 2 puntate (2010)
- Bones – serie TV, episodio 6x10 (2011)
- Super Ninja (Supah Ninjas) – serie TV, episodio 1x15 (2011)
- All The Wrong Places, regia di Adam C. Sherer – film TV (2012)
- American Horror Story – serie TV, episodi 2x07-2x08 (2012)
- The Glades – serie TV, episodio 4x02 (2013)
- Perception - serie TV, episodio 3x06 (2014)
- Rush Hour – serie TV, episodio 1x13 (2016)
- Sun Records - serie TV, 8 episodi (2017)
- After Ray - serie TV, episodi sconosciuti (2019)
- Peacemaker – serie TV, 8 episodi (2022)

### Doppiatrice
- Superman, regia di James Gunn (2025) - non accreditata

## Riconoscimenti
- FilmQuest
  - 2022 - Candidatura al miglior cast corale - lungometraggio per Give Me an A (condiviso con altri)

## Doppiatrici italiane
Nelle versioni in italiano delle opere in cui ha recitato, Jennifer Holland è stata doppiata da:
- Valentina Favazza in The Suicide Squad - Missione suicida, Peacemaker, Black Adam, Shazam! Furia degli dei
- Debora Magnaghi in Giovani vampire
- Tatiana Dessi in Cacciatori di Zombi
- Francesca Manicone in Bones
- Letizia Ciampa in The Glades
- Ilaria Latini in Perception